# Drütte
Drütte ist einer der insgesamt 31  Stadtteile der kreisfreien Stadt Salzgitter in Niedersachsen, gelegen in der Ortschaft Ost.

## Geschichte

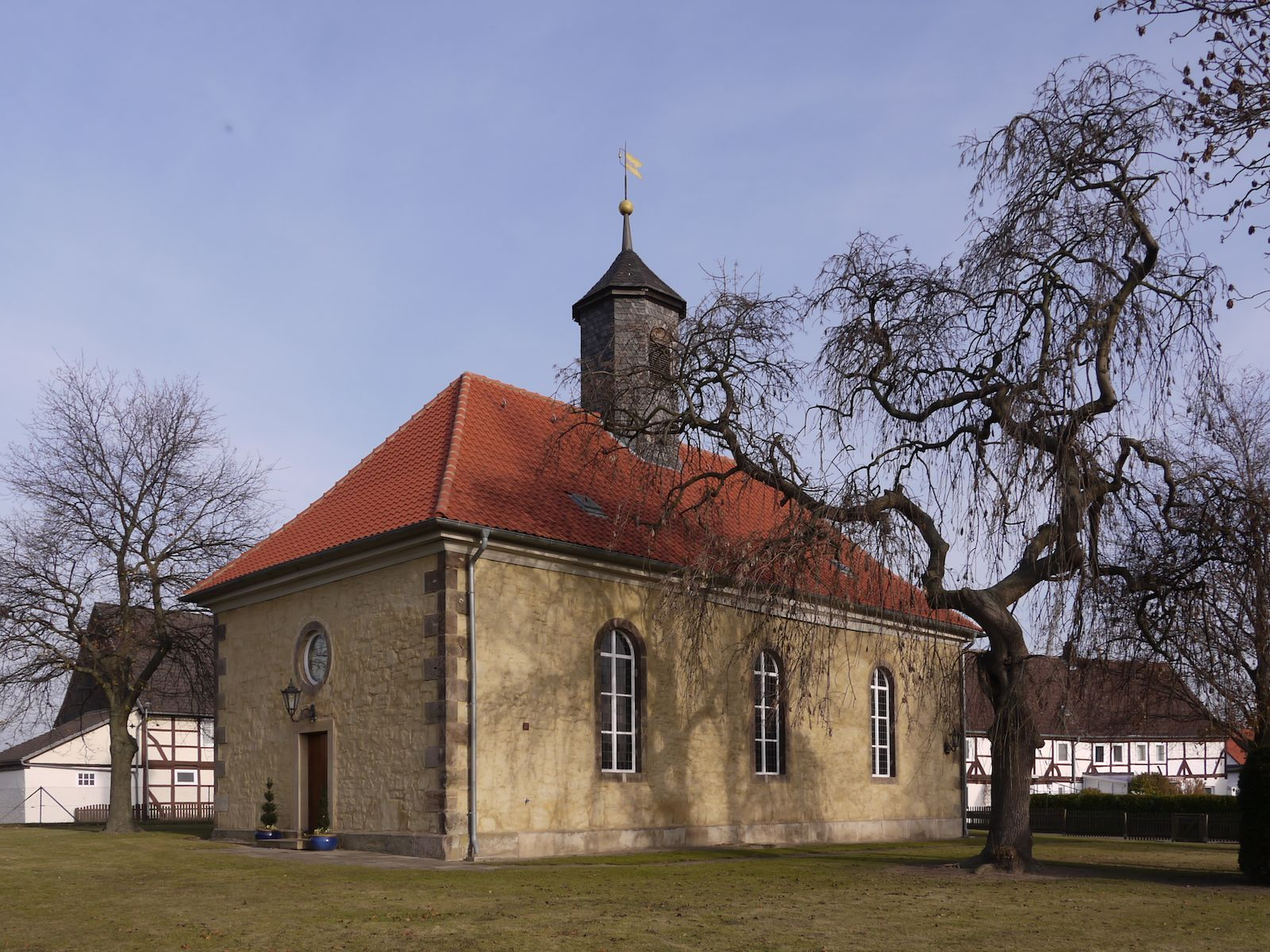
Michaeliskirche in Salzgitter-Drütte

Drütte wurde 830–840 unter dem Namen Tritidi erstmals erwähnt und ist heute ein kleines Dorf.
Drütte gehörte bis zum 31. März 1942 zum Landkreis Wolfenbüttel und wurde durch einen Verwaltungsakt am 1. April 1942 ein Teil der Großstadt Watenstedt-Salzgitter. Am 23. Januar 1951 wurde diese amtlich in Salzgitter umbenannt. In Salzgitter-Drütte befindet sich die Salzgitter AG, mit vielen Tochterunternehmen wie zum Beispiel der Deutsche-Erz-und-Metall-Union oder der Salzgitter Flachstahl GmbH, die für den Konzern flachgewalzte Stähle für den nationalen und internationalen Markt produziert sowie als Vormateriallieferant für andere Konzerngesellschaften tätig ist. Die Salzgitter AG in Drütte ist ein Nachfolgeunternehmen der Reichswerke AG für Erzbergbau und Eisenhütten „Hermann Göring“, ursprünglich 1937 für die Rüstungs- und Waffenherstellung des Dritten Reiches gegründet. Siehe auch KZ Salzgitter-Drütte und Zwangsarbeiter-Begräbnisstätte Jammertal.

### Bevölkerungsentwicklung
| Jahr | Einwohner |
| ---- | --------- |
| 1821 | 176       |
| 1848 | 207       |
| 1871 | 189       |
| 1910 | 219       |
| 1925 | 230       |
| 1933 | 220       |
| 1939 | 344       |
| 1946 | 499       |
| 1950 | 719       |

| Jahr | Einwohner |
| ---- | --------- |
| 1960 | 743       |
| 1970 | 620       |
| 1980 | 409       |
| 1990 | 415       |
| 2000 | 469       |
| 2006 | 451       |
| 2010 | 426       |
| 2012 | 409       |
| 2014 | 396       |

| Jahr | Einwohner |
| ---- | --------- |
| 2016 | 412       |
| 2018 | 401       |
| 2019 | 421       |
| 2020 | 424       |
| 2021 | 422       |
| 2022 | 423       |
| 2023 | 401       |
| 2024 | 399       |

## Politik

### Wappen
Das  Wappen von Salzgitter Drütte zeigt im unteren Teil des diagonal geteilten Schildes einen Pflug mit Sumpfpflanzen auf grünem Grund. Der grüne Hintergrund weist, wie auch der Pflug, auf die Landwirtschaft hin, die seit Hunderten von Jahren in Drütte betrieben wird. Die Sumpfpflanzen symbolisieren die Auelandschaften, an denen der Ort lag und die trockengelegt wurden. Im oberen Teil ist auf blauem Grund eine Blechwalze abgebildet, die auf das Hüttenwerk verweist, das Ende der 30er Jahre auf Teilen der Gemarkung Drütte errichtet worden war. Das Blau steht für Stahl und Blech. Das Wappen wurde im Dezember 2007 von einer Bürgerversammlung als Ortswappen von Salzgitter-Drütte angenommen.

## Sehenswürdigkeiten

### Flachsrotten in Drütte

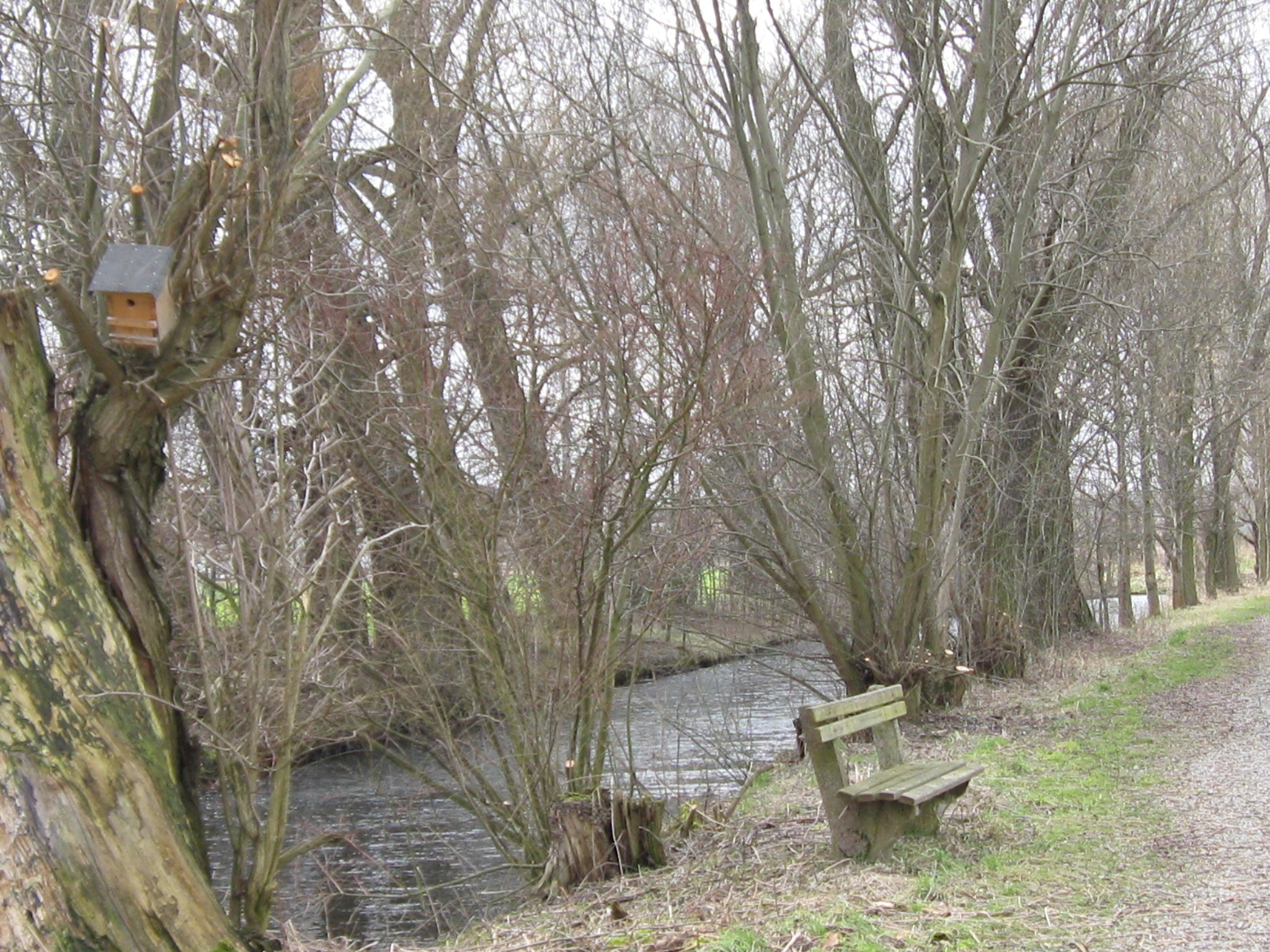
Flachsrotte in Salzgitter-Drütte

Flachsrotten wurden in Drütte seit dem Jahre 1607 genutzt. Diese Flachsrotte liegt an der südlichen Ortsgrenze direkt neben dem Brückenbach, sie ist etwa 8 m breit und 75 m lang. Die Flachsrotte kann über die Bundesstraße 248 oder den von Immendorf nach Thiede verlaufenden Radweg 31 erreicht werden. Auf beiden Seiten der Flachsrotte gibt es alten Baumbestand, aber auch viele junge Bäume, Büsche und Sträucher haben hier ausgetrieben. Der ökologische Wert dieser ehemaligen Flachsrotte ist für Pflanzen, Kleintiere und Vögel von großer Bedeutung.

### Insektenhotel an den Flachsrotten in Drütte

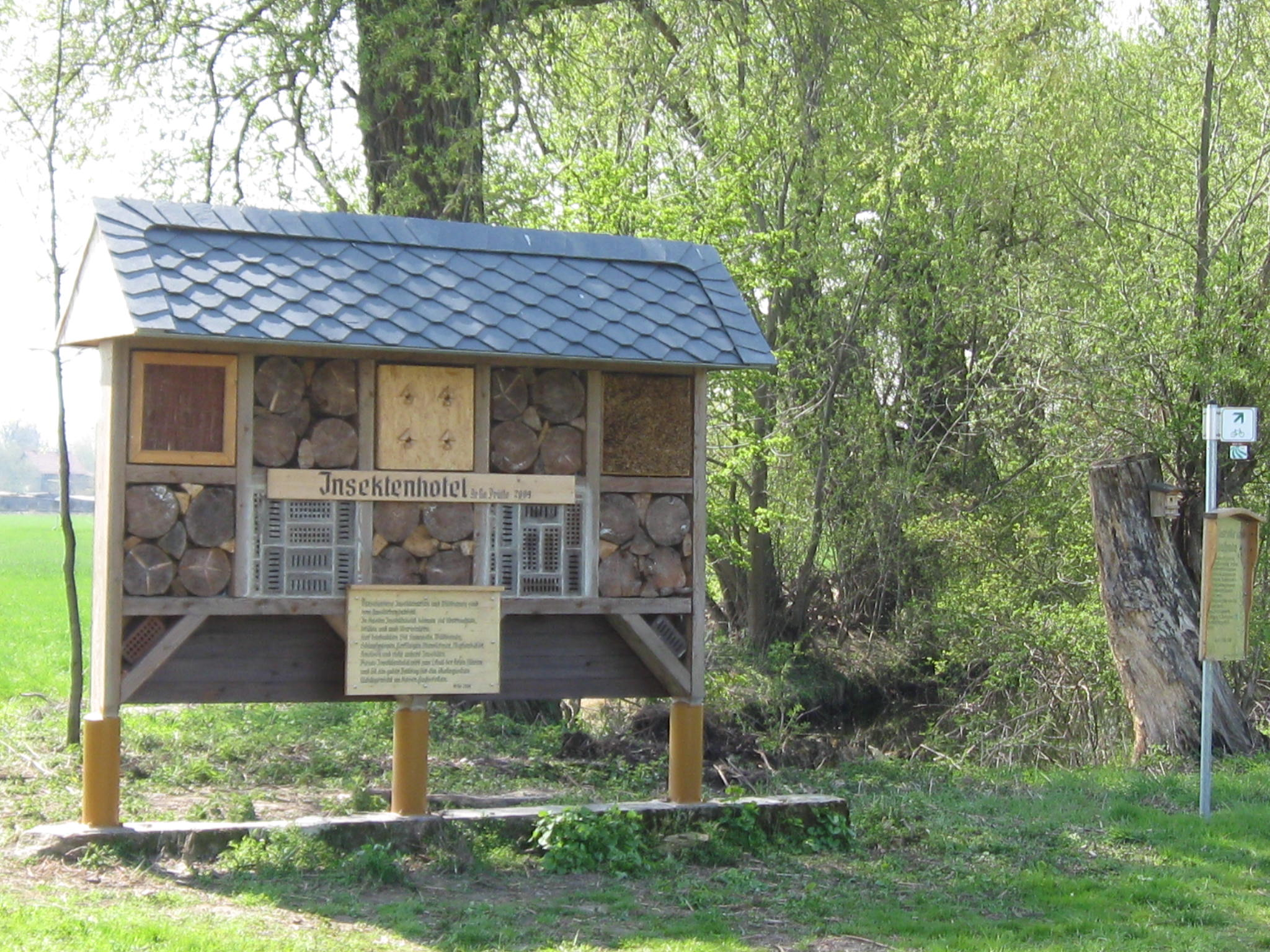
Insektenhotel in Salzgitter-Drütte

Für das Insektenhotel wurde ein Standort nahe der Flachsrotte gewählt, weil dort Wasser vorhanden ist und an diesem Standort eine ökologische Vielfalt angestrebt wird. Der Bau ist nach Süden ausgerichtet, um so eine optimale Erwärmung durch die Sonne zu erreichen. Im Stroh hinter dem Weidengeflecht können Florfliegen, Schmetterlinge, Marienkäfer und ebenfalls Ohrkneifer leben. Hohlsteine dienen verschiedene Wespenarten, etwa Schlupfwespen oder Grabwespen, als Unterschlupf. Auf der Rückseite sind zwei Kästen für Fledermäuse angebracht.

## Verkehr

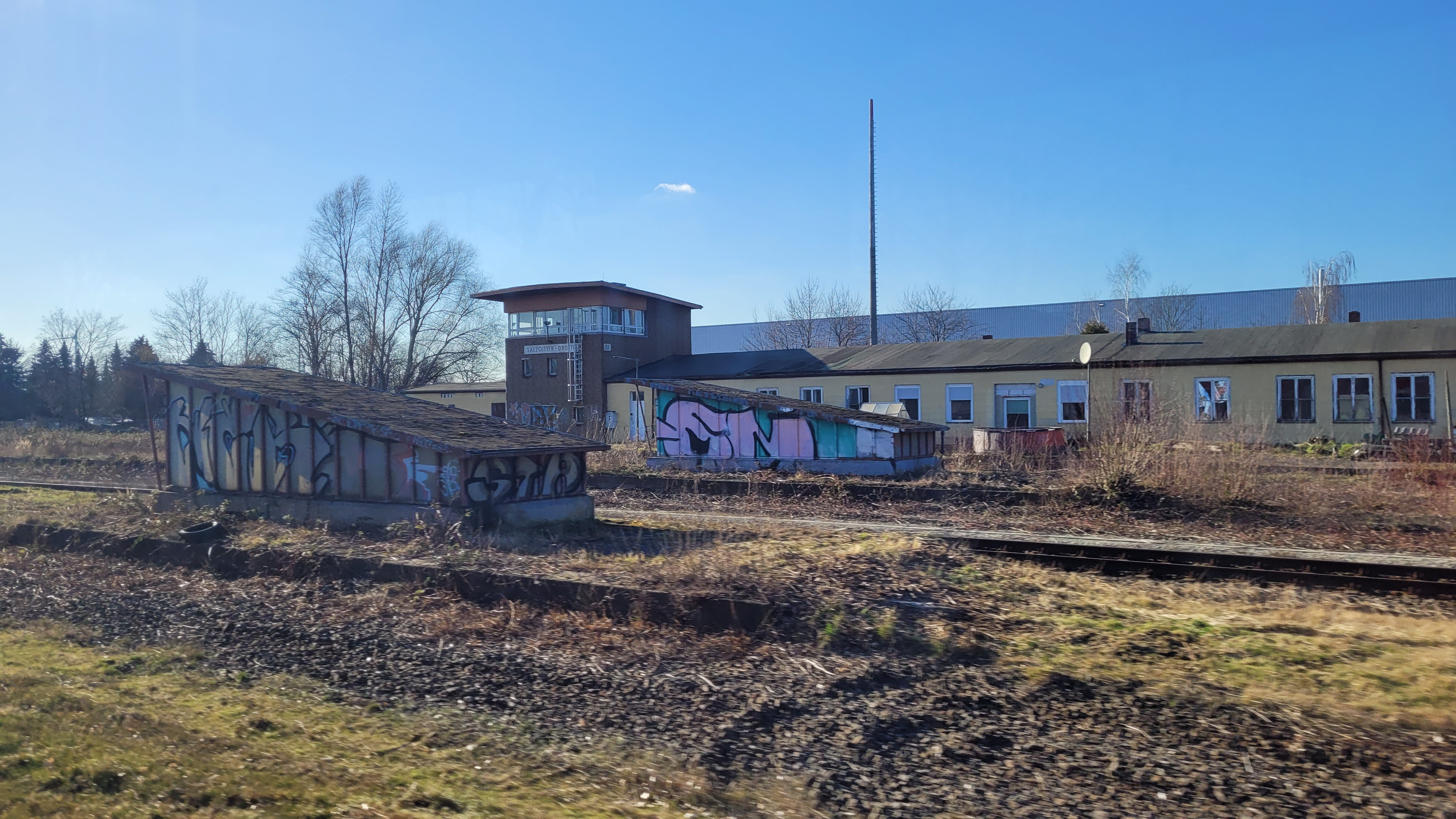
Relaisstellwerk Df im Betriebsbahnhof Salzgitter-Drütte, 2023

Der Bahnhof Drütte, an dem die Bahnstrecke Salzgitter-Drütte–Salzgitter-Lebenstedt von der Bahnstrecke Leiferde–Salzgitter-Bad abzweigt, wird heute ohne Personenzughalt durchfahren. Der aktiv bediente Bahnhalt in Immendorf liegt jedoch in der Nähe. Außerdem bedienen  Busse der KVG Braunschweig den Ort.
Westlich des Ortes liegt der Flugplatz Salzgitter-Drütte.